# Весенние воды текут на восток
«Весенние воды текут на восток» (англ. «The Spring River Flows East», кит. «一江春水向東流») — классическая чёрно-белая военная драма 1947 года, китайских режиссёров Цай Чушэна и Чжэн Цзюньли в двух частях.

## Сюжет
Девушка по имени Суфэнь, работающая на фабрике в Шанхае, во время учебы в вечерней школе знакомится с учителем по имени Чжан Чжунлян  и выходит за него замуж. Через год у них рождается ребенок. Начинается война с Японией. Чжан Чжунлян отправляется вслед за армией. В городе Нанкине он попадает в плен. На оккупированной японцами территории брат Чжан Чжунляна Чжунминь и его коллега из начальной школы вступают в партизанский отряд. Отца убивают японцы, Суфэнь с ребёнком и матерью мужа возвращается в Шанхай, где работает в лагере для беженцев и помогает сиротам.